# Andrés Delich
Andrés Guillermo Delich (París, 20 de junio de 1962) es un político y sociólogo argentino, que ocupó el cargo de ministro de Educación de la Nación Argentina, durante la presidencia de Fernando De la Rúa, en reemplazo de Hugo Juri, del 20 de marzo al 21 de diciembre de 2001. Fue el ministro más joven designado por De la Rúa en su presidencia, con 39 años.

## Biografía

### Formación
Nació el 20 de junio de 1962 en París, Francia; hijo de Francisco Delich, quien dirigió la Biblioteca Nacional cuando él fue ministro. Está casado y tiene dos hijos, Juan y Clara.
Antes del retorno de la democracia en 1983, Delich comenzó sus estudios en economía en la Universidad de Buenos Aires. En ese momento comenzó su militancia estudiantil y ocupó el cargo de Secretario General de Franja Morada. Con el retorno de la democracia, y la reapertura de varias carreras universitarias, decidió cambiarse a la Licenciatura en Sociología. Durante 1983 y 1985 fue presidente de la Federación Universitaria de Buenos Aires (FUBA). Entre 1985 y 1989 Delich presidió la Juventud Radical de la ciudad de Buenos Aires y fue secretario general de la Juventud Radical nacional, hasta 1991.
En 1997 fue elegido Diputado Nacional por la UCR. En 1999 renuncia a la banca para asumir el cargo Secretario de Educación Básica en el ministerio de Educación, secundando al ministro Hugo Juri.

### Ministro de educación (marzo-diciembre de 2001)
Tras la renuncia de Juri como ministro de Educación, debido a su desacuerdo con el recorte presupuestario a las universidades dispuesto por Ricardo López Murphy, Andrés Delich es designado como su sucesor.
Siendo ministro de Educación pidió que “la Justicia vaya a fondo” para investigar a los dirigentes de Franja Morada que usaron en beneficio propio planes de trabajo para desocupados dados por Fernando de la Rúa, respecto a la investigación sobre los consejeros universitarios de Franja Morada que fueron beneficiados con planes de empleo y admitió que los programas sociales “han sido utilizados muchas veces en forma clientelística”.
Con su llegada a la titularidad del ministerio, debió enfrentar la crisis que se provocó con el recorte, que derivó en un paro docente total y universidades tomadas. Postuló la posible instauración de restricciones para el ingreso en carreras muy demandadas COMO Medicina y un posible arancelamiento.
Se mantuvo en el cargo hasta el 21 de diciembre de 2001, cuando con el estallido de la crisis económica del 2001 llevó a la renuncia de De la Rúa y a la caída de todo su gabinete. Su sucesor fue el misionero Ricardo Biazzi designado por el presidente provisional Ramón Puerta.

### Actividad posterior
Al finalizar su gestión en el ministerio funda junto a Gustavo Iaies el Centro de estudios de las políticas públicas ( CEEP). En marzo del 2016 es designado director de la oficina de la OEI en Buenos Aires.[cita requerida] Actualmente se desempeña como director nacional de la Organización de Estados Iberoamericanos para la educación, la ciencia y la cultura (OEI) y como Secretario General adjunto de la misma. En enero de 2019 se hace cargo de la secretaría general adjunto de la OEI con sede en Madrid, donde tiene mandato hasta diciembre de 2022